# XWiki
XWiki és un paquet de Programari Wiki publicat amb llicència GNU Lesser General Public License. XWiki és una wiki empresarial, amb moltes característiques necessàries per a un ús professional. També és una aplicació wiki la qual permet la creació d'aplicacions (incloent dades estructurades i scripts) sense interfície Wiki. Els llenguatges que es poden utilitzar són Jakarta Velocity i Groovy.
Està escrit amb Java i utilitza un relational database management system al seu rerefons (MySQL o HSQLDB entre d'altres).
La sintaxi Wiki s'interpreta mitjançant el motor d'interpretació d'XWiki.

## Història
XWiki fou escrit originàriament per Ludovic Dubost i el seu primer llançament fou al gener del 2003. La primera versió de la granja Wiki va ser llanada l'abril del 2003. Aquest va ser el primer llançament sota la llicència GPL. El febrer del 2006 es va anunciar que es canviava la llicència a LGPL. Pels finals del 2006 es va anunciar el llançament de la primera versió beta amb l'arribada de Vincent Massol cap de l'equip de desenvolupadors d'XWiki.

## Característiques
XWiki és un programari wiki avançat el qual inclou un conjunt de característiques professionals.
- Structured content and inline scripting, which allows to build wiki applications
- Gestió dels drets dels usuaris (amb wiki / space / page, using groups, etc.)
- Exportació PDF
- Cerca completa de text
- Control de versions
- Importació de documents ofimàtics a la sintaxi wiki a través d'OpenOffice
- Diversos protocols per a accedir a la wiki (WebDAV, REST, XmlRpc, GWT)
- Disseny del contingut i del lloc, Exportació i Importació
- Complements, API, Programació...
- Més característiques al lloc web oficial.[3]